# Sébastien Toutant
Sebastien Toutant (Montreal, 9 november 1992) is een Canadese snowboarder. Hij vertegenwoordigde zijn vaderland op de Olympische Winterspelen 2014 in Sotsji en op de Olympische Winterspelen 2018 in Pyeongchang.

## Carrière
Hij won tijdens de Winter X Games van 2011 in Aspen een zilveren medaille bij het onderdeel  Snowboard Big Air, net achter Torstein Horgmo. Hij won op dezelfde spelen tevens goud op de Snowboard Slope Style.
Op de WSF wereldkampioenschappen snowboarden 2012 in Oslo veroverde Toutant de zilveren medaille op het onderdeel slopestyle. In 2014 nam Toutant een eerste keer deel aan de Olympische Spelen. Op de slopestyle eindigde hij als negende.
Tijdens de Olympische Winterspelen van 2018 in Pyeongchang veroverde hij de gouden medaille op het onderdeel big air, op het onderdeel slopestyle eindigde hij op de elfde plaats.

## Resultaten

### Olympische Winterspelen
| Jaar | Plaats      | Resultaten               |
| ---- | ----------- | ------------------------ |
| 2014 | Sotsji      | 9e Slopestyle            |
| 2018 | Pyeongchang | Big air · 11e Slopestyle |

### Wereldkampioenschappen
| WSF  | WSF    | WSF        |
| Jaar | Plaats | Resultaten |
| ---- | ------ | ---------- |
| 2012 | Oslo   | Slopestyle |

### Wereldbeker
Eindklasseringen
| Seizoen   | Algm | BA     | SS  |
| --------- | ---- | ------ | --- |
| 2010/2011 | 4e   | Zilver | –   |
| 2012/2013 | 45e  | –      | 15e |
| 2016/2017 | 7e   | 11e    | 7e  |
| 2017/2018 | 123e | –      | 37e |

Wereldbekerzeges
| Datum            | Plaats    | Onderdeel  |
| ---------------- | --------- | ---------- |
| 20 november 2010 | Stockholm | Big Air    |
| 19 februari 2011 | Stoneham  | Big Air    |
| 12 februari 2017 | Quebec    | Slopestyle |
| 15 januari 2020  | Laax      | Slopestyle |